# Kim Hyun-mee
Kim Hyun-mee (auch Kim Hyeon-Mi, koreanisch 김현미; geboren am 20. September 1967) ist eine ehemalige südkoreanische Handballspielerin. Sie gewann mit Südkorea ein olympisches Handballturnier und war Welthandballerin des Jahres 1989.
Die 1,66 Meter große Kim Hyun-mee war Mitglied der Nationalmannschaft Südkoreas. Mit der Nationalmannschaft nahm sie an den Olympischen Spielen 1988 in Südkorea teil und gewann die Goldmedaille. Sie nahm auch an der Weltmeisterschaft 1986 in den Niederlanden teil.